# Firmenwagen
Als Firmenwagen oder Dienstwagen bezeichnet man einen Personenkraftwagen, der einem Selbständigen oder einem Arbeitnehmer für die Erfüllung seiner betrieblichen Aufgabe zur Verfügung steht.
Im Steuerrecht werden die Begriffe in Verbindung mit der Privatnutzung eines betrieblich zur Verfügung gestellten Pkws verwendet. 

## Anwendungsfälle
In der ambulanten Pflege werden Dienstwagen von Mitarbeitern von Pflegediensten oder Sozialstationen eingesetzt, um zu ihren Patienten zu gelangen, die sie in ihrer häuslichen Umgebung pflegen.
Ein Dienstwagen kann auch ein Pkw mit oder ohne Fahrer (Chauffeur) sein, welcher Staats-Repräsentanten (Ministern, Behördenleitern) für dienstliche (und private) Zwecke gestellt wird; die private Nutzung ist dabei in der Regel nachvollziehbar zu protokollieren.

## Statistik
Eine spezifische offizielle Statistik über Firmenwagen gibt es nicht. Die Statistik des Kraftfahrt-Bundesamtes unterscheidet zwischen privaten und gewerblichen Zulassungen. Am 21. Januar 2021 waren danach 89,3 % der Pkw auf private Halter und 10,7 % auf gewerbliche Halter zugelassen. Die Firmenwagen sind eine echte Teilmenge dieser gewerblichen Zulassungen. Anders sieht das Bild aus, wenn man lediglich die Neuzulassungen betrachtet. Hier entfielen im Juli 2022 insgesamt 65,1 % auf gewerblichen Zulassungen. Davon waren jedoch 14,6 % Zulassungen der KFZ-Händler und 6,9 % Zulassungen der KFZ-Hersteller, so dass 43,6 % auf gewerbliche Zulassungen anderer Unternehmen entfielen. Auch hier sind die Firmenwagen eine echte Teilmenge dieser gewerblichen Zulassungen anderer Unternehmen.

## Steuerliche Aspekte

### Einkommensteuer bei Selbständigen
Die Einordnung als Firmenwagen setzt voraus, dass dieser zum steuerlichen Betriebsvermögen gehört. Ein Pkw kann dem Betriebsvermögen zugeordnet werden, wenn die betriebliche Nutzung mindestens 10 % beträgt. Ein Pkw gehört zum Betriebsvermögen, wenn der betriebliche Nutzungsanteil 50 % übersteigt. Dabei rechnen die Fahrten zwischen Wohnung und Betriebsstätte zur betrieblichen Nutzung. Die Nutzungsanteile können anhand geeigneter Aufzeichnungen glaubhaft gemacht werden, ohne dass diese Aufzeichnungen den strengen Anforderungen an ein Fahrtenbuch genügen müssen. In der Regel genügt es, dass sich die betrieblichen Nutzungsanteile aus Terminkalendern, Abrechnungen gegenüber Auftraggebern oder Aufzeichnungen über einen repräsentativen Zeitraum von drei Monaten ergeben. Bei einigen Berufsgruppen (z. B. bei Taxifahrern, Handelsvertretern, Bauhandwerkern) wird ein betrieblicher Nutzungsanteil von mehr als 50 % typisierend vermutet. Die Nutzung eines Sportwagens kann im Einzelfall zu nichtabzugsfähigen Repräsentationsaufwendungen im Sinne des § 4 Abs. 5 Satz 1 Nr. 7 EStG führen.

#### 1-%-Regelung
Grundsätzlich wird für ein Firmenfahrzeug, das zum Betriebsvermögen gehört und für das kein ordnungsgemäßes Fahrtenbuch geführt wird, auch eine Privatnutzung angenommen (Anscheinsbeweis). Als Wert dieser Privatnutzung wird für Fahrzeuge, die zu mehr als 50 % betrieblich genutzt werden, pro Monat 1 % des auf volle Hundert abgerundeten Bruttolistenpreises zum Zeitpunkt der Erstzulassung zuzüglich Sonderausstattung § 6 Abs. 1  Nr. 4 Satz 2 EStG angesetzt. Der Bruttolistenpreis ist dabei gleichbedeutend mit der unverbindlichen Preisempfehlung des Herstellers und schließt die Umsatzsteuer ein. Diese steuerliche Erfassung ist als 1-%-Regelung bekannt. Seit 2012 gilt sie entsprechend für Fahrräder und Elektroräder, die verkehrsrechtlich als Fahrrad eingeordnet werden.
Rechtsprechung und Finanzverwaltung nehmen in folgenden Fällen an, dass der Anscheinsbeweis widerlegt ist und ein Ansatz des Privatanteils unterbleiben kann:
- Für private Zwecke steht ein in Status und Gebrauchswert vergleichbares privates Fahrzeug zur Verfügung.
- Das Fahrzeug wird einem Mitarbeiter auch für dessen private Zwecke überlassen. In diesen Fällen kommt die 1-%-Regelung aber auf Seiten des Arbeitnehmers im Rahmen der Lohnabrechnung zur Anwendung, wenn kein Fahrtenbuch geführt wird.
- Der Unternehmer kann glaubhaft machen, dass der Wagen für eine private Nutzung nicht geeignet ist.
- Eine nennenswerte Privatnutzung durch den Unternehmer scheidet aufgrund der betrieblichen Zuordnungsentscheidung aus (Beispiele: Vorführwagen eines Kfz-Händlers, zur Vermietung bestimmte Fahrzeuge, Fahrzeuge von Selbständigen, die ihre Leistungen nur durch ein Kfz ausüben oder über keine feste örtliche Einrichtung verfügen).

In den beiden letzten Fallgruppen müssen Selbständige zumindest für das Fahrzeug mit dem höchsten Bruttolistenpreis einen Privatanteil versteuern, wenn für private Zwecke kein gleichwertiges Fahrzeug zur Verfügung steht. Bei Mitnutzung durch Ehegatten, volljährige Kinder und andere nahestehende Personen ist für jeden mitgenutzten Pkw zusätzlich ein Privatanteil beginnend mit dem nächsthöheren Bruttolistenpreis anzusetzen.
Für rein batteriebetriebene Elektrofahrzeuge und Plug-in-Hybrid-Fahrzeuge reduziert sich der Listenpreis um einen gewissen Betrag pro kWh Batteriekapazität bis zu einem definierten Maximalbetrag. Um dem angenommenen Entwicklungsfortschritt der Batterietechnologie Rechnung zu tragen, reduzieren sich die abzugsfähige Summe je Jahr um 50 € pro kWh sowie der Maximalbetrag um 500 €:
| Jahr der Erstzulassung                       | 2013     | 2014    | 2015    | 2016    | 2017    | 2018    | 2019    | 2020    | 2021    | 2022    |
| -------------------------------------------- | -------- | ------- | ------- | ------- | ------- | ------- | ------- | ------- | ------- | ------- |
| Nachteilsausgleich pro kWh Batteriekapazität | 500 €    | 450 €   | 400 €   | 350 €   | 300 €   | 250 €   | 200 €   | 150 €   | 100 €   | 50 €    |
| Maximalbetrag                                | 10.000 € | 9.500 € | 9.000 € | 8.500 € | 8.000 € | 7.500 € | 7.000 € | 6.500 € | 6.000 € | 5.500 € |
| Batteriekapazität                            | 20 kWh   | 21 kWh  | 21 kWh  | 24 kWh  | 27 kWh  | 30 kWh  | 35 kWh  | 43 kWh  | 60 kWh  | 110 kWh |

Bei einem Elektrofahrzeug mit einer Batteriekapazität von 30 kWh ergäbe sich bei einem Bruttolistenpreis in Höhe von 23.270 € für das Jahr 2016 die folgende Berechnung:
| Berechnung                                          | Betrag (Euro) |
| --------------------------------------------------- | ------------- |
| Brutto-Inlands-Listenpreis des Fahrzeuges (*)       | 23.270,00     |
| auf volle 100 € abgerundet                          | 23.200,00     |
| Abzüglich Nachteilsausgleich für Elektrofahrzeuge   | −8.500,00     |
| Berechnungsgrundlage                                | 14.700,00     |
| davon 1 % pro Monat = zu versteuernder Privatanteil | 147,00        |

Wird der Pkw auch für Fahrten zwischen Wohnung und Betriebsstätte genutzt, ist der Abzug der Fahrzeugkosten, die auf diese Fahrten entfallen, auf die Entfernungspauschale begrenzt. Selbständige sollen dadurch gegenüber Arbeitnehmern gleichgestellt werden. Im Rahmen der 1-%-Regelung wird dazu der monatliche Wert der Fahrten zwischen Wohnung und Betriebsstätte mit 0,03 % des Bruttolistenpreises zuzüglich Sonderausstattung je Entfernungskilometer angesetzt. Dieser Wert wird um die Entfernungspauschale gekürzt. Der verbleibende Betrag ist dem Gewinn gemäß § 4 Abs. 5  Nr. 6 EStG als nichtabzugsfähige Betriebsausgabe hinzuzurechnen. Diese Hinzurechnung erfolgt außerbilanziell und ist deshalb anders als der Wert der privaten Pkw-Nutzung nicht als Entnahme zu erfassen. Statt des monatlichen Werts in Höhe von 0,03 % können die tatsächlichen Kosten durch Führung eines Fahrtenbuchs nachgewiesen werden.
Für den Zeitraum vom 1. Januar 2019 bis zum 31. Dezember 2021 wurde der Satz von 1 % auf 0,5 % für neu zugelassene Elektrofahrzeuge oder PlugIn-Hybridfahrzeuge gesenkt, dies soll die Elektromobilität fördern. Bei PlugIn-Hybridfahrzeugen gilt die Regelung wie beim E-Kennzeichen, so dass das Fahrzeug eine Kohlendioxidemission von höchstens 50 Gramm je gefahrenen Kilometer hat oder dessen Reichweite unter ausschließlicher Nutzung der elektrischen Antriebsmaschine mindestens 40 Kilometer beträgt.

#### Fahrtenbuch
Führt der Unternehmer für das Fahrzeug ein ordnungsgemäßes Fahrtenbuch, bemisst sich der Privatanteil an den Gesamtkosten nach dem Verhältnis der privat gefahrenen Kilometer zur gesamten Kilometerleistung. Ein Fahrtenbuch muss zeitnah und in geschlossener Form geführt werden. Es muss die Fahrten einschließlich des an ihrem Ende erreichten Gesamtkilometerstandes vollständig und fortlaufend wiedergeben. Folgende Mindestangaben sind grundsätzlich erforderlich:
- Datum und Kilometerstand zu Beginn und Ende jeder einzelnen betrieblich oder beruflich veranlassten Fahrt,
- das genaue Reiseziel (Orte oder Straßennamen reichen in der Regel nicht aus),
- Reisezweck und aufgesuchte Geschäftspartner,
- Aufzeichnungen über Umwege.

Auch ein elektronisches Fahrtenbuch kann diese Anforderungen erfüllen. Hierzu müssen nachträgliche Veränderungen an den Daten ausgeschlossen sein oder zumindest dokumentiert werden. Ein Wechsel zwischen Fahrtenbuchmethode und 1-%-Regelung ist nur zum Jahreswechsel oder bei Wechsel des Pkws möglich.

#### Schätzung
Wird für betriebliche Fahrzeuge, deren betriebliche Nutzung zwischen 10 % und 50 % liegt, kein Fahrtenbuch geführt, ist der Privatanteil zu schätzen. Dabei ist zu beachten, dass auch bei einer geringen betrieblichen Nutzung von nur etwas mehr als 10 % ein Veräußerungserlös oder eine Versicherungsentschädigung im Falle eines Unfalles stets zu 100 % als Betriebseinnahme zu versteuern sind. Dem steht gegenüber, dass auch die betriebliche Nutzung von Privatwagen in Höhe von 0,30 € je gefahrenem Kilometer im Wege der Nutzungseinlage geltend gemacht werden kann. Die Schätzung des Privatanteils bei betrieblichen Pkws hat deshalb in der Praxis eher untergeordnete Bedeutung.

### Einkommensteuer bei Arbeitnehmern

#### Allgemeines
Auch bei Arbeitnehmern wird typisierend vermutet, dass ein überlassener Pkw für Privatfahrten genutzt werden kann. Entscheidend ist, ob der Arbeitgeber dem Arbeitnehmer tatsächlich einen Dienstwagen arbeitsvertraglich oder doch zumindest auf Grundlage einer konkludent getroffenen Nutzungsvereinbarung zur privaten Nutzung überlassen hat.
Bei Arbeitnehmern ist die Privatnutzung als geldwerter Vorteil im Rahmen der Lohnabrechnung anzusetzen und unterliegt sowohl dem Lohnsteuerabzug als auch der Sozialversicherungspflicht. Der geldwerte Vorteil wird dem Bruttobarlohn zwecks Berechnung der Abgaben hinzugerechnet und anschließend von den Nettobezügen wieder abgezogen. Beim Arbeitgeber wird die Doppelerfassung der Aufwendungen als Personalaufwand und als Fahrzeugkosten neutralisiert, indem in der Gewinnermittlung in Höhe des geldwerten Vorteils ein Ertrag aus verrechneten Sachbezügen erfasst wird.
Der Wert der Privatnutzung ist entweder per Fahrtenbuchmethode oder 1-%-Regelung zu berechnen. Der geldwerte Vorteil aus der Privatnutzung umfasst auch die Fahrten zwischen Wohnung und erster Tätigkeitsstätte. Hierfür sind im Rahmen der 1-%-Regelung monatlich 0,03 % des Bruttolistenpreises je Entfernungskilometer hinzuzurechnen. Alternativ kann der Zuschlag auch mit 0,002 % des Bruttolistenpreises je tatsächlich zwischen Wohnung und erster Tätigkeitsstätte durchgeführter Fahrt und Entfernungskilometer errechnet werden.

#### Minderung des geldwerten Vorteils
Der als Werbungskosten anzurechnende Teil der Fahrtkosten zur Arbeit kann wie ein Fahrtkostenzuschuss pauschal versteuert werden – insoweit sind hierauf keine Sozialversicherungsbeiträge zu entrichten. Die pauschale Lohnsteuer kann entweder vom Arbeitgeber übernommen oder auf den Arbeitnehmer abgewälzt werden. Soweit die Fahrtkosten zur Arbeit pauschal besteuert werden, scheidet ein Ansatz der Entfernungspauschale als Werbungskosten aus. Eine Beteiligung des Arbeitnehmers an den Kosten des Fahrzeugs mindert den geldwerten Vorteil.

#### Berechnungsbeispiel 1-%-Regelung
Ein Arbeitnehmer darf einen Pkw mit einem Listenpreis in Höhe von 23.270 € einschließlich Sonderausstattung und Umsatzsteuer auch für Privatfahrten und Fahrten zwischen Wohnung und erster Tätigkeitsstätte nutzen. Die Entfernung zwischen Wohnung und erster Tätigkeitsstätte beträgt 30 km. Die Möglichkeit, die Fahrten zwischen Wohnung und erster Tätigkeitsstätte pauschal zu besteuern, wird ausgeschöpft.
| Berechnung                                                                      | Betrag (Euro) |
| ------------------------------------------------------------------------------- | ------------- |
| Brutto-Inlands-Listenpreis des Fahrzeuges (*)                                   | 23.270,00     |
| auf volle 100 € abgerundet                                                      | 23.200,00     |
| davon 1 % pro Monat                                                             | 232,00        |
| + 0,03 % pro km Entfernung zur Arbeit (hier: 30 km)                             | 208,80        |
| = geldwerter Vorteil                                                            | 440,80        |
| ./. pauschal versteuerte Fahrtkosten (30 km/Tag * 0,30 €/km * 15 Tage (üblich)) | −135,00       |
| ./. private Kostenbeteiligung                                                   | −100,00       |
| = zu versteuernder geldwerter Vorteil                                           | 205,80        |

Mit diesem Betrag werden die anteiligen Gesamtkosten des Fahrzeugs für Privatfahrten abgegolten. Hierzu gehören die Abschreibungen (AfA), Zinsen, Unfallschäden, Kfz-Steuer, Versicherung, Kraftstoffe, Öle, Wartungen, Reparaturen und Garagenmieten am Wohnort.
Auf den Fahrtkostenanteil entfallen 15 % pauschale Lohnsteuer + Solidaritätszuschlag + ggf. Kirchensteuer. Im Gegenzug sparen sowohl Arbeitgeber als auch Arbeitnehmer je ca. 21 % Sozialversicherungsbeiträge, sofern der Arbeitslohn des Arbeitnehmers unter der Beitragsbemessungsgrenze liegt.
Da das Fahrzeug zu mehr als 50 % betrieblich genutzt wird, beziehen sich diese Werte auf die anteiligen Gesamtkosten des Fahrzeugs für Privatfahrten. Bezüglich der anteiligen Gesamtkosten des Fahrzeugs für Geschäftsfahrten ergibt sich kein Abgrenzungsproblem. Diese stellen für das Unternehmen Betriebsausgaben dar, dies entspricht auch der betrieblichen Nutzung.

### Umsatzsteuer

#### Privatnutzung durch Unternehmer
Umsatzsteuerlich löst die Privatnutzung eines Firmenwagens durch den Unternehmer oder ihm nahestehende Personen regelmäßig eine unentgeltliche Wertabgabe aus. Grundsätzliche Unterschiede zur einkommensteuerlichen Einordnung entstehen, wenn das Fahrzeug nicht sowohl dem einkommensteuerlichen Betriebsvermögen als auch dem umsatzsteuerlichen Unternehmensvermögen zugeordnet ist. Wenn zum Beispiel ein zunächst ausschließlich privat genutzter Pkw erst später im Rahmen einer unternehmerischen Tätigkeit verwendet wird, ist eine nachträgliche Zuordnung zum umsatzsteuerlichen Unternehmensvermögen nicht mehr möglich. Die Zuordnung zum Betriebsvermögen ist hingegen bei einem Nutzungsanteil von mindestens 10 % auch nachträglich per Einlage möglich und bei einem betrieblichen Nutzungsanteil von mehr als 50 % verpflichtend.
Obwohl das Umsatzsteuerrecht eigenständige Bewertungsvorschriften für unentgeltliche Wertabgaben enthält, lässt die Finanzverwaltung aus Vereinfachungsgründen eine Übernahme der einkommensteuerlich per Fahrtenbuchmethode oder 1-%-Regelung ermittelten Beträge zu. Die umsatzsteuerliche Bemessungsgrundlage ist jedoch um nicht mit Vorsteuer belastete Aufwendungen (z. B. Versicherung, Kfz-Steuer, Gebühren) zu kürzen. Bei Anwendung der 1-%-Regel wird hierzu ein pauschaler Abschlag in Höhe von 20 % vorgenommen. Die verbleibenden 80 % sind die umsatzsteuerliche Bemessungsgrundlage, auch Nettowert genannt. Die pauschale einkommensteuerliche Kürzung des Privatanteils für Elektro- und Plug-in-Hybrid-Fahrzeuge ist umsatzsteuerlich nicht anwendbar. Fahrten zwischen Wohnung und Betriebsstätte rechnen zur unternehmerischen Nutzung und erhöhen die Umsatzsteuer nicht.

#### Überlassung an Arbeitnehmer
Das Umsatzsteuerrecht beurteilt die Überlassung eines Pkws an Arbeitnehmer als tauschähnlichen Umsatz. Der Unternehmer erbringt eine Leistung in Form einer Nutzungsüberlassung und erhält als Gegenleistung die Arbeitsleistung des Arbeitnehmers. Die private Pkw-Nutzung stellt somit keine unentgeltliche Wertabgabe dar. Eine Kürzung der Bemessungsgrundlage für nicht mit Vorsteuern belastete Kosten entfällt.
Wird der geldwerte Vorteil lohnsteuerlich nach der 1-%-Regel bewertet, kann dieser Wert – einschließlich eines Zuschlags für Fahrten zwischen Wohnung und erster Tätigkeitsstätte – grundsätzlich auch für die Umsatzsteuer übernommen werden. Im Unterschied zum Unternehmer ist der per 1-%-Regelung ermittelte Wert der Bruttobetrag, so dass man die Umsatzsteuer herausrechnen muss. Nach der Fahrtenbuchmethode sind die anteiligen Gesamtkosten für Privatfahrten und Fahrten zwischen Wohnung und erster Tätigkeitsstätte ein Nettowert. Die pauschale einkommensteuerliche Kürzung des geldwerten Vorteils für Elektro- und Plug-in-Hybrid-Fahrzeuge ist umsatzsteuerlich nicht anwendbar.

### Kritik an der steuerlichen Behandlung von Firmenwagen
Die Kritik an dieser Regelung behauptet, dass der tatsächliche Nutzen für den Arbeitnehmer bzw. den Unternehmer, der den Dienstwagen auch privat nutzt, höher sei als das eine Prozent des Neuwagenpreises, das er monatlich dafür zu versteuern hat. Die Regelung wird daher auch als Subvention bzw. Steuervorteil kritisiert. Ferner wird unterstellt, dass sich die Käufer aufgrund der Regelung nicht von Wirtschaftlichkeit leiten ließen, sondern von Steuervorteilen, und vermehrt Fahrzeuge der gehobenen Mittelklasse und Oberklasse gekauft würden. Wegen des Vorwurfs einer Subvention wird diese Regelung im medialen Diskurs und in Teilen der Literatur auch als „Dienstwagenprivileg“ bezeichnet.
Insbesondere Umweltverbände kritisieren die aktuellen Regelungen zur Besteuerung von Firmenwagen als unsozial und ökologisch bedenklich. Nutzer von Firmenwagen könnten durch die 1-%-Regelung und die häufig praktizierte komplette Übernahme aller Betriebskosten durch den Arbeitgeber zum Festpreis Auto fahren. Dies führe zu einer übermäßigen Nutzung mit entsprechenden Belastungen für die Umwelt.
Bei Übernahme der Betriebskosten durch den Arbeitgeber entstehen für den Arbeitnehmer keine Kosten und so gebe es keinen Anreiz, Alternativen wie Fahrrad oder Bahn zu nutzen oder den Kraftstoffverbrauch durch eine angepasste Fahrweise zu senken.
Die Deutsche Umwelthilfe fordert eine Begrenzung der steuerlich absetzbaren Anschaffungskosten von Dienstwagen auf 30.000 €, da beispielsweise Sport- oder Geländewagen mit hohen Anschaffungskosten und besonders hohen CO2-Emissionen und Kraftstoffverbrauch oft als Dienstwagen genutzt würden. Diese Dienstwagen landen später auf dem Gebrauchtmarkt und würden von Privatmenschen gekauft, die sich aufgrund des hohen Kraftstoffverbrauchs normalerweise einen solchen Wagen nicht gekauft hätten.
Da die höchste Steuerersparnis Arbeitnehmern mit den höchsten Steuersätzen zugutekommt, sieht unter anderem auch der Sachverständigenrat zur Begutachtung der gesamtwirtschaftlichen Entwicklung die mit der Pauschalisierung verbundene Gestaltungsmöglichkeiten kritisch und schlägt vor die Jahreskilometerleistung bei der Dienstwagenbesteuerung zu berücksichtigen.
In einer 2011 veröffentlichten Studie im Auftrag des Bundesumweltministeriums wurden die damaligen Regeln als „größte Steuervergünstigung in Deutschland“ beschrieben und verschiedene Reformmodelle diskutiert, die die Steuermindereinnahmen um 3,3 bis 5,5 Mrd. Euro reduzieren könnten.
Die European Federation for Transport and Environment veröffentlichte im Mai 2021 eine Studie. Demnach sind 63 % der neu zugelassenen PKW gewerbliche Zulassungen. 87 % der gewerblichen Neuzulassungen werden von einem Verbrennungsmotor angetrieben. Die Flotte der gewerblich zugelassenen Pkw in Deutschland müsse „dringend umgestaltet und ökologisch ausgerichtet werden“.
Im Sommer 2022 forderte Bündnis 90/Die Grünen als Teil der Regierung, die 1%-Regel bei der Überlassung von Dienstwagen zur Privatnutzung abzuschaffen. Die mitregierende Partei FDP lehnte dies ab. Ebenso forderte die Linkspartei die Abschaffung der Pauschalversteuerung.
Auch die Sozialdemokratische Partei Deutschlands (SPD) befürwortete die Abschaffung der Pauschalversteuerung, während die Alternative für Deutschland (AfD) dies wiederum ablehnte.
Laut einer im Oktober 2024 veröffentlichten Studie fördere die Bundesrepublik Deutschland allein Verbrenner-Firmenwagen mit 13,7 Milliarden Euro jährlich, was sowohl frühere Schätzungen der Ressortforschung als auch Zahlen aus anderen EU-Staaten übertreffe. Basis dieser Studie ist, dass die Autoren von einer privaten Nutzung von 80 % statt der gesetzlich vorgeschriebenen maximalen privaten Nutzung von 50 % ausgehen. Zudem bestehe ein direkter Zusammenhang zwischen dem Grad der Umweltbelastung und der Höhe an gewährter Förderung. Bundesfinanzminister Lindner bezeichnete jegliche Vergünstigungen für Firmenwagen als „Mythos“.

### Andere Länder
2024 entfielen in der Europäischen Union (EU) 60 Prozent aller Neuwagenkäufe auf Firmenwagen. Deren Fahrer erhielten dadurch einen durchschnittlichen Steuervorteil von 6.800 Euro pro Jahr (21.600 Euro bei großen Pkw). Die fünf größten Volkswirtschaften der EU wendeten 2024 etwa 42 Milliarden Euro Subventionen jährlich für Firmenwagen auf.

#### Frankreich
Die Regelungen in Frankreich sind denen in Deutschland ähnlich. Neben der Möglichkeit der Aufteilung nach den tatsächlichen Kosten besteht eine Pauschalisierungsregelung. Hierbei werden 12 % des Kaufpreises als jährliche Pauschale versteuert. Ist das Auto älter als 5 Jahre, so sinkt die Pauschale auf 9 %. Werden die Treibstoffkosten vom Arbeitnehmer getragen, so sinkt die Pauschale auf 9 % (6 % für ältere Autos). Da der Kaufpreis typischerweise niedriger liegt, als der Listenpreis, ist die Pauschalbesteuerung in Frankreich leicht niedriger als in Deutschland.
2024 betrugen die Subventionen für Firmenwagen in Frankreich und Polen etwa je 6 Milliarden Euro jährlich.

#### Österreich
Die private Nutzung eines Firmenwagens stellt einen Vorteil aus dem Dienstverhältnis vor, der die Bemessungsgrundlage nicht nur für Lohnsteuer und SV-Beiträge, sondern auch für die Lohnnebenkosten (DB, DZ und KommSt) erhöht. Als Pauschale wird monatlich 1,5 % der tatsächlichen KFZ-Anschaffungskosten (maximal 720 €) angesetzt. 2016 stieg dieser Prozentsatz für PKW mit hohem CO2-Ausstoß auf 2 %. Da die Fahrtkosten zur Arbeit mit dem Firmenwagen nicht abgesetzt werden können, erfolgt auch keine steuerliche Belastung dieser Kosten. Bei Firmenwagen, mit nur geringer privater Nutzung (weniger als 6.000 km pro Jahr) wird der halbe Pauschale zugrunde gelegt, bei sehr seltener Nutzung erfolgt eine Abrechnung gemäß tatsächlichen Kosten.

#### Schweiz
In der Schweiz ist die steuerliche Pauschalisierung der Firmenwagennutzung in der Berufskostenverordnung geregelt. Danach beträgt die Pauschale 0,9 % des Bruttolistenpreises des Fahrzeugs. Diese Pauschale umfasst seit dem 1. Januar 2022 auch die Fahrkosten zum Arbeitsort. Bisher betrug die Pauschale 0,8 %, jedoch ohne die Fahrkosten zum Arbeitsort. Sie betrifft die Direkte Bundessteuer.

## Rechtliche Aspekte
Vertraglich wird regelmäßig vereinbart, dass Firmenwagen ab Freistellung oder Beendigung eines Arbeitsverhältnisses zurückzugeben sind. Wenn der Firmenwagen beschädigt wird, kann der Arbeitnehmer nach den Grundsätzen der Arbeitnehmerhaftung zum Kostenersatz verpflichtet sein.